# Silhouetta uvacarpa
Silhouetta uvacarpa är en nässeldjursart som beskrevs av Wilfrid Arthur Millard och Bouillon 1973. Silhouetta uvacarpa ingår i släktet Silhouetta och familjen Bougainvilliidae. Inga underarter finns listade i Catalogue of Life.